# Frank Gresley
Frank Gresley (1855 – 1936) è stato un artista britannico.
Dipinse soprattutto paesaggi, i più famosi sono quelli del fiume Trent presso Swarkestone, Barrow upon Trent e Ingleby. Suo padre era l'artista James Stephen Gresley ed anche i suoi due figli Harold e Cuthbert si dedicarono all'arte.
Gresley visse la maggior parte della sua vita a Chellaston, Derbyshire. Alcuni dei suoi dipinti sono stati donati al Derby Museum and Art Gallery da Alfred Goodey.